# ۲-آمینوفنول
۲-آمینوفنول (به انگلیسی: 2-Aminophenol) با فرمول شیمیایی C۶H۷NO یک ترکیب شیمیایی است. که جرم مولی آن ۱۰۹٫۱۳ g/mol می‌باشد. 